# Phelipanche oxyloba
Phelipanche oxyloba är en snyltrotsväxtart som först beskrevs av Reuter, och fick sitt nu gällande namn av Soják. Phelipanche oxyloba ingår i släktet Phelipanche och familjen snyltrotsväxter. Inga underarter finns listade i Catalogue of Life.